# Slayer
A Slayer egy 1981-ben alakult, kétszeres Grammy-díjas, amerikai thrash metal együttes, melyet Jeff Hanneman és Kerry King alapított. Hírnevüket a Reign In Blood című lemezükkel szerezték meg, és ezzel a sikerrel bekerültek a thrash metal nagy négyesébe, a Metallica, a Megadeth, és az Anthrax mellé.
A zenekar zenéjére jellemző a gyors tremolohasználat, a torzított gitárszólók, a dupla lábgépes dobolás és az üvöltő éneklés is. Szövegviláguk többnyire sorozatgyilkosokról, a sátánizmusról, a hadviselésről és a vallásról szól, ugyanez jellemző albumaik kinézetére. Viták egész sorát szították, perek szóltak róluk és vallási csoportokkal is szembekerültek. Lemezeladás tekintetében nem vették fel a versenyt a Metallicával, de nagyon masszív rajongótáboruk van szerte a világon.

## Történet

### A kezdet
A Slayer 1981-ben alakult Los Angelesben, amikor Kerry King találkozott Jeff Hannemannel. Maguk mellé vették még a basszusgitáros-énekes Tom Arayát, aki játszott már azelőtt Kinggel egy Quits nevű zenekarban. A dobos, Dave Lombardo akkor lépett be, mikor pizzát szállított ki Kingnek. A zenekar főleg Iron Maiden- és Judas Priest-számokat játszott, és Dél-Kalifornia klubjaiban lépett fel. A korai műsoroknak sátánista képe volt, pentagrammákkal, arcfestéssel, tüskékkel, és fordított keresztekkel. Pletykák szerint a zenekar a korai időkben „Dragonslayer” néven futott, miután látták az 1981-es A sárkányölő című filmet. Ezeket King tagadta, és azt mondta, hogy „Ez soha nem volt így, ez egy mítosz, a mai napig.”.
Egy évvel később felfigyelt rájuk egy „Woodstock” nevű klubban Brian Slagel, a Metal Blade kiadó feje. Slagelt lenyűgözte a produkció, és ajánlatot tett nekik a kiadói válogatáskazettán, a Metal Massacre III-on való szereplésre. Arayáék beleegyeztek, és az "Agressive Perfector" című számukat adták a válogatáshoz. Ezután még 1983 decemberében Slagel segítségével kiadták első albumukat Show No Mercy címmel. Az album underground körökben remek fogadtatásban részesült, a Metallica szintén abban az évben kiadott debütáló albumával egyetemben. Már itt felfedezhetőek voltak a jellegzetes „slayeres” stílusjegyek, persze még csak csírájukban.
1984-ben kiadták Haunting the Chapel című EP-jüket, rajta a "Chemical Warfare" című számmal, mely akkoriban elképesztően gyorsnak, és keménynek számított. Innentől kezdve pályájuk meredeken ívelt felfelé.

### A csúcson
1985-ben megjelent második albumuk Hell Awaits címmel. Ezt az albumot a későbbi death, és black metal stílusok egyik legfontosabb hatásaként tartják számon, mind szövegileg, mind zeneileg. Szövegvilágát tekintve az album elődjénél jóval „sötétebb”, az okkultizmus (At Dawn They Sleep), a halál (Necrophiliac), illetve a Sátán, és a pokol (Hell Awaits) a fő témák. Zeneileg egy jóval érettebb zenekart hallhatunk hosszabb, összetettebb kompozíciókkal. A lemez rövid idő alatt a 100 000 eladott példányszám fölé kúszott. Ennek hatására nagyobb kiadók is felfigyeltek a zenekarra. Rick Rubin, a Def Jam kiadó feje, a Run–D.M.C. és a Beastie Boys zenekarok producere még abban az évben leszerződtette őket.
1985-ben jöttek át először Európába koncertezni, zajos sikert aratva kontinensszerte.
A turné végeztével nekiláttak harmadik albumuk felvételeinek, immár Rubin felügyelete alatt. Ez lett a Reign in Blood. A lemez mára klasszikussá érett, a „kemény zenék” alapvetése, mindössze 28 percével újradefiniálta az „extrém metal” fogalmát. Sokan ezt tartják A Thrash Albumnak. Annak ellenére, hogy az album teljes mértékben kompromisszummentes, rádiókban nem játszották, aranylemez lett belőle, ami az USA-ban 500 000 eladott példányt jelent. Időtállóságára jellemző, hogy 2003-ban, a Still Reigning turnén majd 20 évvel a kiadása után a zenekar a teljes albumot számsorrendben játszotta.
A sikert belső konfliktusok árnyékolták be, mely eredményeként Lombardo kilépett, és a helyére a Whiplash zenekar dobosa, Tony Scaglione érkezett a Reign in Blood turnéra. Tony nem vált be, de végül Dave visszatért, és a turné ott folytatódott, ahol abbamaradt.
Ezt követően komoly dilemma elé kerültek. Úgy érezték, hogy a Reign In Blood intenzitását képtelenek felülmúlni, bár nem is állt a szándékukban az akkoriban dúló „ki tud gyorsabban játszani” versenybe beszállni, és nem utolsósorban nem akarták magukat ismételni. 1988-ban megjelent a South of Heaven, ami a Slayer dallamosabb oldalát mutatta meg, a tempón lényegesen lassítottak. Bár akkoriban a szűklátókörűbb metálrajongók fanyalogva fogadták az albumot, mára a South of Heaven is alapmű státuszt érdemelt ki.
2 évvel később megjelent ötödik albumuk, a Seasons in the Abyss, mely tökéletes szintézisét adta két elődjének. A nyitó "War Ensemble", vagy a "Born of Fire" a Reign In Blood vénájában íródtak, de szép számmal találhatóak melodikusabb dalok is a lemezen. Ehhez a lemezhez készítették első két videóklipjüket, a Wembley-ben egy koncertklipet a "War Ensemble"-höz, illetve Egyiptomban forgattak videót a címadó számhoz.
1991-ben koncertlemezt adtak ki Decade of Aggression címmel, majd 3 éves pihenőt tartottak.

### A 90-es évek
A 90-es évek elejére a zenei világ döntően megváltozott. A metal kiment a divatból, a Nirvana sikerét követően a rockzenei porondot jó ideig a grunge dominálta. A thrash haldokolt, klasszikus zenekarok tucatjai adták fel a küzdelmet (Exodus, Death Angel, Dark Angel, Vio-lence stb.). 1992-ben megbomlott a zenekar egysége, Lombardo távozott a dobok mögül. Helyére Paul Bostaph, a Forbidden zenekar dobosa került. A Slayer a nehéz helyzet ellenére „életben maradt”. 1993-ban az ismert rapper, színész Ice-T-vel felvettek egy The Exploited-feldolgozásegyveleget Az ítélet éjszakája című, Emilio Estevez, és Cuba Gooding Jr. főszereplésével készült film hivatalos filmzenealbumához Disorder címmel. 1991 és 1994 között ez volt az egyetlen komolyabb „életjel”, amit adtak magukról pár kósza fesztiválfellépést leszámítva.
4 évvel a Seasons után újra teljes hosszúságú anyaggal jelentkezett a zenekar. Ez volt a Divine Intervention. „Ráléptek a gázpedálra”, gyors szerzemények egész sora található a lemezen. Kis túlzással ez a lemez a 90-es évek Reign In Bloodja.
1996-ban érdekes próbálkozással rukkoltak elő. Undisputed Attitude címmel kiadtak egy feldolgozáslemezt, melyre régi 80-as évekbeli punkzenekarok (Minor Threat, D.R.I., és mások) számait játszották fel 3 saját dal kivételével. A rajongók nagy része nem tekinti valódi sorlemeznek. A lemez előtt nem sokkal Bostaph kilépett, helyére John Dette érkezett a Testamentből.
Miután 4 év telt el az utolsó „rendes” sorlemez óta, 1998-ra időszerűvé vált egy új album kiadása. Ez Diabolus in Musica címmel jelent meg. A lemezen egy „modernizált” Slayert hallhatunk, sok groove-val, mélyebbre hangolt gitárokkal. Az énekkel is sokat kísérleteztek. Ez (hasonlóan a South of Heaven fogadtatásához) megint csak kiváltotta azok nemtetszését, akik egy „retro” Slayer-lemezt vártak. Ezen a lemezen már ismét Bostaph dobolt, aki 1997-ben Dette távozása után visszavette a helyét a dobfelszerelés mögött.

### Az új évezred

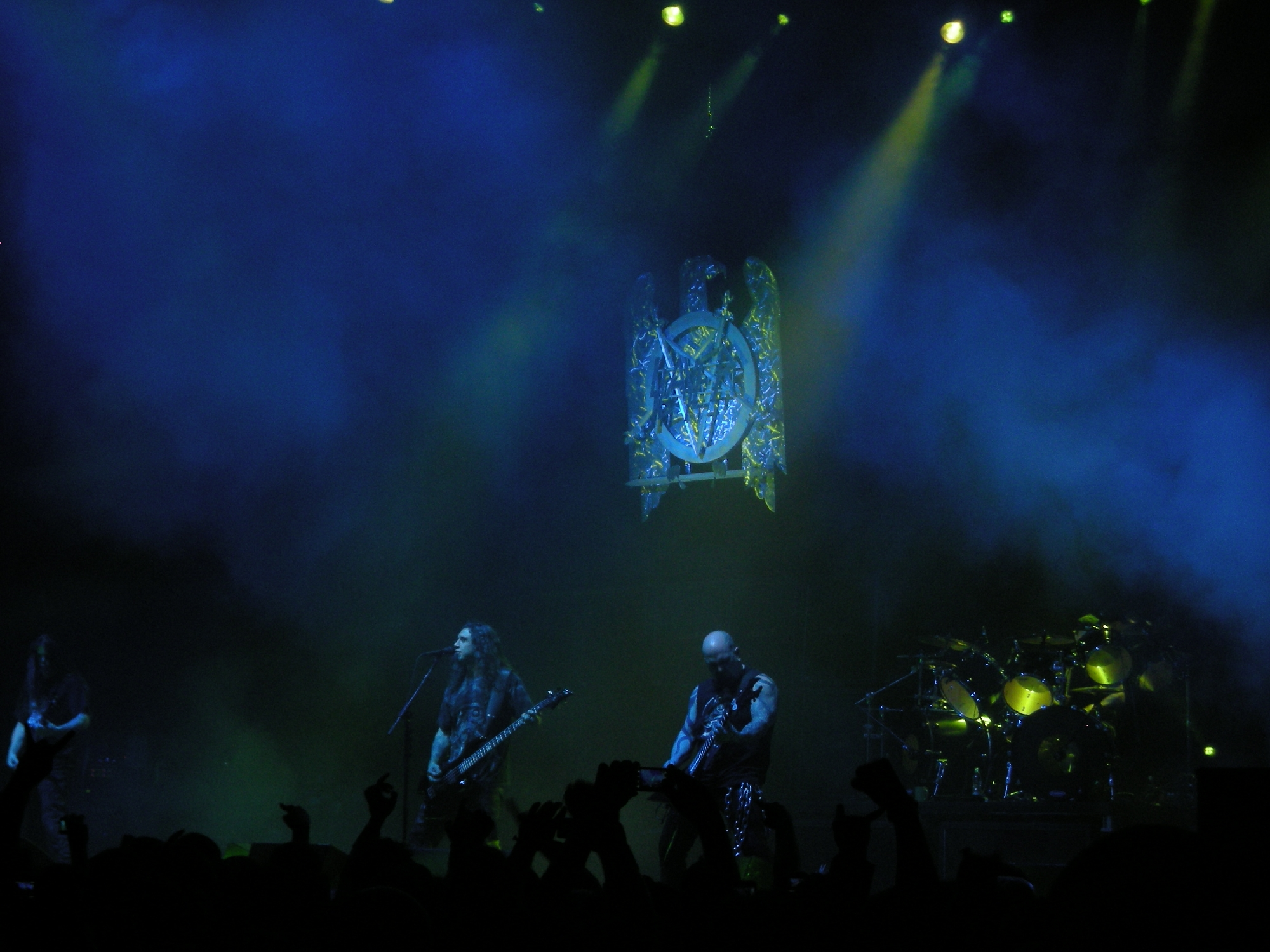
A Slayer a Budapest Sportarénában 2011. április 8-án

2001-ben érkezett meg nyolcadik stúdióalbumuk, a God Hates Us All. Különös tény, hogy a lemez a nevezetes szeptember 11-ei napon jelent meg, a cím jelentése („Isten mindannyiunkat gyűlöl”) az események tükrében különösen erőteljes értelmet kap.
2002-ben 21 éves karrierjük során először jelölték a zenekart Grammyre, rögtön két kategóriában: Legjobb Metalszám: Disciple; Legjobb Metalalbum: God Hates Us All. Ebben az évben Bostaph ismét kilép, és újra egyesül a klasszikus felállás: Dave Lombardo 10 év után visszatért.

A Slayer a Budapest Arénában 2019. június 11-én.

2006 márciusában hosszas halasztgatás után megkezdték új albumuk felvételeit, ezúttal a Reign in Blooddal már bizonyított Rick Rubinnal. A lemez augusztus 8-án jelent meg Christ Illusion címmel. A „megszokott” kisebb botrány se maradt el a megjelenést követően. Ezúttal a borító (ezen Jézus látható drogos kinézettel egy vértengerben), mely több európai nagyvárosban is óriásposzter formájában jelent meg, valamint a Jihad című szám (ez a 2001. szeptember 11-ei terrortámadásról szól, de a terroristák szemszögéből) okozott felháborodást főleg jobboldali, és keresztény körökben, de maga az album vallásellenes koncepciója is vitákat gerjesztett. A Christ Illusion lett az addigi legsikeresebb Slayer-album a listás helyezések tekintetében, magasan túlszárnyalva elődjeit az 5. helyen nyitott a Billboard-listán.
A Slayer 2018 januárjában egy harminc másodperces videóval bejelentette, hogy világ körüli turnéra indulnak, ezután pedig befejezik pályafutásukat. Az utolsó turnéjukra a Lamb of Goddal, az Anthraxszel, a Testamenttel és a Behemothtal együtt mennek. A turné keretein belül 2019. június 11-én Magyarországon is koncerteztek, a Papp László Budapest Sportarénában. Az együttes végül 2019-ben feloszlott. Kerry King felesége továbbá azt mondta, hogy a zenekar többet nem fog újra összeállni. Utolsó koncertjüket a Los Angeles-i The Forumban tartották.

## A zenekart ért kritikák
A legnagyobb vitát talán a Reign in Blood első száma, az "Angel of Death" váltotta ki, mivel szövege a hírhedt náci orvos, Josef Mengele rémtettein alapul. 1994-ben ismét vitát gerjesztett SS-3 című számuk, amely Reinhard Heydrichről, a Harmadik Birodalom egyik vezetőjéről szól. Ezek miatt számosan vádolták meg őket azzal, hogy neonáci-szimpatizánsok, többek között a Sepultura is kárhoztatta őket '94-ben témaválasztásuk miatt. A 80-as években több neonáci fanzine is szerepeltette őket oldalaikon, ügyük támogatójaként beállítva őket. Az is tény, hogy Hannemant több koncerten is látni lehetett a 80-as években horogkeresztes kitűzővel. A gitáros nagy fanatikusa a második világháborús relikviáknak édesapja révén, aki az európai fronton harcolt. Az említett kitűzőt is édesapja szerezte a háborúban. Egy interjúban Hanneman (az "Angel of Death" szövegének szerzője) rámutat, hogy azért nem írja le explicite azt, hogy Mengele rossz ember volt, mert ez teljesen nyilvánvaló, nem az a feladata, hogy ezt a hallgatók szájába rágja. A zenekart védelmükbe vevők azt is gyakran hangoztatják, hogy Tom Araya chilei, Dave Lombardo pedig Kubában született, tehát egyikük se árja a náci terminológia szerint. Az 1993-ban felvett The Exploited-feldolgozásegyveleget pedig a színes bőrű rapper-színész Ice-T-vel készítették, ami szintén nem éppen fajgyűlölő cselekedet.

## Tagok

### Utolsó felállás
- Tom Araya – ének, basszusgitár (1981–2019)
- Kerry King – gitár (1981–2019)
- Paul Bostaph – dob (1992–1996, 1997–2001, 2013– 2019)
- Gary Holt – gitár (2011–2019)

### Korábbi tagok
- John Dette – dob (1996–1997)
- Tony Scaglione – dob (1986–1987)
- Jeff Hanneman – gitár (1981–2013†)[1]
- Dave Lombardo – dob (1981–1986, 1987–1992, 2001–2013)

## Diszkográfia
- Show No Mercy (1983)
- Live Undead (1984) – koncertalbum
- Haunting the Chapel (EP, 1984)
- Hell Awaits (1985)
- Reign in Blood (1986)
- South of Heaven (1988)
- Seasons in the Abyss (1990)
- Decade of Aggression (1991) – dupla koncertalbum
- Divine Intervention (1994)
- Undisputed Attitude (1996) – hardcore/punk tribute-album
- Diabolus in Musica (1998)
- God Hates Us All (2001)
- Soundtrack to the Apocalypse (2003) – 4 lemezes válogatás
- Eternal Pyre (EP, 2006)
- Christ Illusion (2006)
- World Painted Blood (2009)
- Repentless (2015)

## Külső hivatkozások
- Slayer hivatalos honlapja
- Az egyik legnaprakészebb rajongói honlap Archiválva 2006. október 18-i dátummal a Wayback Machine-ben
- Egy másik rajongói oldal
- Magyar rajongói oldal Archiválva 2020. január 27-i dátummal a Wayback Machine-ben
- Magyar Slayer Fanklub
- Feloszlik a Slayer – Lángoló Gitárok
- Búcsúturnéra megy a Slayer – Index.hu
- Slayer Feloszlik, vége – GameStar
- Allmusic Biography